# Combate de Spilia
El combate de Spilia tuvo lugar el 11 de diciembre de 1955 durante la campaña realizada por la organización grecochipriota EOKA contra el Reino Unido en Chipre. El combate tuvo lugar en el marco de una operación de cerco llevada a cabo por tropas del 45th Commando Royal Marines, 1st Gordons Battalion u otros elementos.
Siguiendo los datos provistos por un informante, 700 soldados del Ejército Británico intentaron rodear el puesto comando de la EOKA del General Georgios Grivas en las montañas de Troodos en proximidades de la villa de Spilia.
El 11 de diciembre, mientras doce combatientes de la EOKA a órdenes de Grivas se encontraban en Spilia vieron aproximarse a las tropa británicas por lo que abandonan la localidad y se dirigieron al cruce de llevaba a las villas de Kannavia – Lagoudera –Saranti.
Grivas dividió a sus tropas en dos, manteniéndose la mitad con él para enfrenar las unidades que venían del lado del norte mientras que enviaba a su segundo, Grigoris Afxentiou, para luchar el resto de los británicos que ascendían en el lado del sur. Ambas fracciones de la EOKA se retiraron a la cumbre después de combatir con el enemigo y luego permanecieron ocultos por una pesada niebla que les permitió escapar hacia el oeste. Pronto, las unidades británicas del norte y las del sur llegaron a la cumbre, incapaces de ver claramente en la niebla y en la creencia de que estaban rodeados por los combatientes de EOKA, comenzaron a disparar y convocar ataques aéreos entre sí durante ocho horas
Grivas, junto a otros tres, se retiró hacia Kakopetria. Otros ocho caminaron 17 horas y alcanzaron Kalopanayiotis y posteriormente Phoeni.
Esta fue una batalla de renombre en la campaña EOKA en búsqueda de la Enosis (1955-1959). Su importancia era significativa pues una victoria británica en Spilia hubiera terminado la campaña en su primer año ya que el General Grivas había concentrado su guerrilla (casi treinta combatientes) en el lugar. En vez de ello, la lucha continuó y condujo, no a la Enosis sino a la independencia de Chipre.